# Cterissa australiensis
Cterissa australiensis is een pissebed uit de familie Cymothoidae. De wetenschappelijke naam van de soort is voor het eerst geldig gepubliceerd in 1975 door Avdeev.